# Сахни (Богодухівський район)
Сахни́ (вимоваⓘ) — колишнє село в Богодухівському районі Харківської області, підпорядковувалося Олександрівській сільській раді.
1991 року в селі проживало 10 людей. Зняте з обліку 1997 року.

## Географічне розташування
Сахни знаходилося на лівому березі річки Сухий Мерчик, на протилежному боці знаходилося село Хорунже.